# Auvergne
Auvergne từng là một vùng của nước Pháp, bao gồm bốn tỉnh: Allier, Cantal, Haute-Loire và Puy-de-Dôme. Thủ phủ của vùng này là thành phố Clermont-Ferrand. Từ ngày 1 tháng 1 năm 2016, lãnh thổ này là bộ phận của vùng mới Auvergne-Rhône-Alpes.